# ألعاب القوى في الألعاب الأولمبية الصيفية 2024 – سباق ماراثون للسيدات
أقيم سباق ماراثون السيدات في دورة الألعاب الأولمبية الصيفية 2024 في باريس، فرنسا، في 11 أغسطس 2024، وهي المرة الحادية عشرة التي يتم فيها التنافس على ماراثون السيدات في دورة الألعاب الأولمبية الصيفية. بدأ مسار الماراثون من فندق دي فيل وعبور العديد من المعالم الأكثر شهرة في المدينة المضيفة مثل برج إيفل ومتحف اللوفر قبل الانتهاء في ليه إنفاليد. ونظرًا لارتفاعه اعتبار أحد أكثر سباقات الماراثون الأوليمبية تحديًا.
أنهت المتسابقة الهولندية سيفان حسن السباق في زمن قياسي أوليمبي بلغ ساعتين و22 دقيقة و55 ثانية. وفازت أسيفا بالميدالية الفضية بفارق ثلاث ثوان عن منافسه، وحصلت الكينية هيلين أوبيري على الميدالية البرونزية. وفي آخر 150 مترا من رحلتها الأولمبية تبادلت العداءة الهولندية الركض مع المتسابقة الإثيوبية تيغست أسيفا، ثم ركضت بسرعة أكبر منها لتفوز بالسباق الأخير في ألعاب باريس.

## ملخص
كانت درجات الحرارة في ماراثون السيدات أعلى قليلاً من درجات حرارة ماراثون الرجال في اليوم السابق، حيث بلغت 67 درجة فهرنهايت عند بداية سباق. وكما هي العادة في سباقات الماراثون، تناقص أعداد كبيرة من المتسابقين وانخفض حجمها مع سقوط الأفراد من الخلف. وبعد 15 كيلومترًا بقي 21 متسابقة. وكان هناك تسلق تلة بطول 428 مترًا (1400 قدم) على مدى 3 كيلومترات. استخدمت ميلودي جوليان من فرنسا المضيفة ميزة الميدان المحلي للتقدم بفارق 15 مترًا نحو قصر فرساي. وبعد مرور ساعة تقدمت جيسيكا ستينسون. وفي منتصف الطريق، وبعد الجزء الأكبر من التل، كان جوليان وستينسون وداكوتا ليندوورم في المراكز الثلاثة الأولى.
بعد اجتياز محطة مياه بالقرب من القصر، خرجت ليندوورم من المقدمة، لكن لوناه شيماي سالبيتر وسردانا تروفيموفا، لحقتا بها عند 24 كيلومترًا. استمر سالبيتر في الصدارة ولكن في أقل من كيلومتر واحد، اقترب منه تيغست أسيفا وبيريز جيبشيرشير. وعلى مدار الخمسة كيلومترات التالية، تقلصت المجموعة إلى 12. وعند حوالي 28 كيلومترًا، شهد السباق أشد صعود له، حيث وصل بعضه إلى 13.5% - أكثر من مرة ونصف من فئة هورس في سباق فرنسا للدراجات. تقدم أماني بيريسو شانكولي هناك، تلاه مجموعة أصغر بما في ذلك أسيفا وهيلين أوبيري وسالبتر وجيبشيرشير وشيرون لوكيدي ويونيس تشومبا وديلفين ريلين ميرينجور ويوكا سوزوكي.
لكن في المنحدر، في أقل من كيلومتر واحد، لحقت سيفان حسن، المعروفة بركلتها السريعة في النهاية، بالمجموعة. وعلى مدار الخمسة كيلومترات التالية، تقلصت المجموعة إلى شانكولي وأسيفا وأوبيري ولوكيدي وميرينجور وسوزوكي وسيفان حسن. سقطت ميرينجور وسوزوكي على مدى الخمسة كيلومترات التالية. وعند الوصول إلى الكيلومترين الأخيرين، كان شانكولي أول من سقط بينما كان أوبيري وأسيفا يتنافسان في المقدمة. وكان لوكيدي خلف الاثنين مع حسن. ولكن بعد ذلك، بدأ لوكيدي، الذي تبعه أوبيري، في النضال، وبينما تراجعا إلى الخلف، زاد حسن من سرعته. كما زاد أسيفا من سرعته حول أحد المنعطفات، لكن حسن غير جانبه وركض على طول الخط المماس لتجاوزه على الجانب الداخلي من المنعطف التالي. وخفضت أسيفا كتفها لقطع المسافة بين جسدها والحاجز. لكن حسن دفع أسيفا بعيدًا لتجاوزه بمجرد مرورهما عند علامة 42 كيلومترًا. وعلى مدى 195 مترًا الأخيرة، تقدم حسن وضرب لافتة النهاية ليحصل على الميدالية الذهبية متقدمًا بثلاث ثوانٍ على صاحب الميدالية الفضية أسيفا. وفاز أوبيري بالميدالية البرونزية، متأخرًا بفارق 12 ثانية.
كان فوز سيفان حسن بثلاث ثوانٍ على مسافة تزيد عن 26 ميلاً (42 كم) هو الأقل بين أي ماراثون نسائي في الألعاب الأولمبية. بعد السباق قدم الفريق الإثيوبي احتجاجًا لاستبعاد حسن بسبب العرقلة، والذي رفضته لجنة الاستئناف. في المؤتمر الصحفي بعد السباق، صرحت تيغست (من خلال مترجم) "لم أتوقع في تلك اللحظة أن يحدث ذلك. ربما في تلك اللحظة، إذا لم تدفعني كنت سأحصل على الميدالية الذهبية".
تلقت كينزانج لهامو، آخر عداءة ماراثون أنهت المركز الثمانين في 3:52:59، إشادة واسعة النطاق لعزمها على إنهاء السباق.

## الخلفية
يعتبر سباق ماراثون السيدات حاضرًا ضمن برنامج ألعاب القوى الأوليمبي منذ عام 1984. في تاريخه الأوليمبي الممتد لأربعة عقود منذ دورة لوس أنجلوس عام 1984، أقيم ماراثون السيدات في اليوم الأخير من برنامج ألعاب القوى لأول مرة، مع تحديد موعد سباق الرجال قبل يوم واحد. وفقًا لتوني إستانجيه، رئيس اللجنة المنظمة لباريس 2024، "أردنا عكس الترتيب في طموح لتحقيق المزيد من المساواة بين الجنسين وإبراز المرأة لأول مرة حتى يتمتع ماراثون السيدات برؤية كبيرة في 11 أغسطس لتتويج برنامج ألعاب القوى".

## الأرقام القياسية
| رموز واختصارات في رياضة ألعاب القوى |
| --- |
| \| AR : رقم قاري (رقم جديد في سجل القاري) CR : رقم بطولة (رقم جديد في سجل البطولة) MR : رقم اجتماع لألعاب القوى (رقم جديد في سجل اللقاءت) NR : رقم وطني (رقم جديد في السجل الوطني) OR : رقم أولمبي (رقم جديد في السجل الأولمبي) PR : رقم بارالمبي (رقم جديد في سجل البارالمبي) PB : رقم شخصي (أفضل رقم شخصي) SB : أفضل أداء شخصي في الموسم (الأفضل في الموسم) WL: أفضل أداء عالمي لهذا العام (رائد عالمي) WJR: رقم قياسي عالمي للناشئين WR : رقم عالمي (رقم جديد قياسي عالمي) DNF: لم يكمل السباق DNS: لم يبدأ السباق DQ: استبعاد (عدم الأهلية) NM: لم يتم تسجيل أي اختبار صحيح (لا توجد علامة) َQ: التأهل "مباشرة" إلى الجولة التالية (أو إلى المسابقة التالية)، خلال مسابقة كبرى، بفضل الترتيب أو تحقيق الحد الأدنى (المؤهل التلقائي) q: التأهل إلى الجولة التالية (أو المسابقة التالية)، خلال مسابقة كبرى، بفضل إعادة التصفيات أو تحقيق أحد أفضل العروض بين أولئك "غير المتأهلين بشكل مباشر" (بفضل أفضل وقت أو أفضل مسافة على سبيل المثال) (مؤهل ثانوي) \| |
| AR : رقم قاري (رقم جديد في سجل القاري) CR : رقم بطولة (رقم جديد في سجل البطولة) MR : رقم اجتماع لألعاب القوى (رقم جديد في سجل اللقاءت) NR : رقم وطني (رقم جديد في السجل الوطني) OR : رقم أولمبي (رقم جديد في السجل الأولمبي) PR : رقم بارالمبي (رقم جديد في سجل البارالمبي) PB : رقم شخصي (أفضل رقم شخصي) SB : أفضل أداء شخصي في الموسم (الأفضل في الموسم) WL: أفضل أداء عالمي لهذا العام (رائد عالمي) WJR: رقم قياسي عالمي للناشئين WR : رقم عالمي (رقم جديد قياسي عالمي) DNF: لم يكمل السباق DNS: لم يبدأ السباق DQ: استبعاد (عدم الأهلية) NM: لم يتم تسجيل أي اختبار صحيح (لا توجد علامة) َQ: التأهل "مباشرة" إلى الجولة التالية (أو إلى المسابقة التالية)، خلال مسابقة كبرى، بفضل الترتيب أو تحقيق الحد الأدنى (المؤهل التلقائي) q: التأهل إلى الجولة التالية (أو المسابقة التالية)، خلال مسابقة كبرى، بفضل إعادة التصفيات أو تحقيق أحد أفضل العروض بين أولئك "غير المتأهلين بشكل مباشر" (بفضل أفضل وقت أو أفضل مسافة على سبيل المثال) (مؤهل ثانوي)       |

| الرقم القياسي          | الرياضي (الدولة)       | الوقت   | الموقع                | التاريخ        |
| ---------------------- | ---------------------- | ------- | --------------------- | -------------- |
| الرقم القياسي العالمي  | تيغيست أسيفا (إثيوبيا) | 2:11:53 | برلين، ألمانيا        | 24 سبتمبر 2023 |
| الرقم القياسي الأولمبي | تيكي غيلانا (إثيوبيا)  | 2:23:07 | لندن، بريطانيا العظمى | 5 أغسطس 2012   |
| الرائدة عالميًا         | سوتوم كيبيدي (إثيوبيا) | 2:15:55 | طوكيو، اليابان        | 3 مارس 2024    |

| رقم قياسي للمنطقة                                                | رياضي (دولة)                             | الوقت        |
| ---------------------------------------------------------------- | ---------------------------------------- | ------------ |
| أفريقيا (الأرقام القياسية)                                       | تيغيست أسيفا (إثيوبيا)                   | 2:11:53 (WR) |
| آسيا (الأرقام القياسية)                                          | هونامي مايدا (اليابان)                   | 2:18:59      |
| أوروبا (الأرقام القياسية)                                        | سيفان حسن (هولندا)                       | 2:13:44      |
| أمريكا الشمالية والوسطى ومنطقة البحر الكاريبي (الأرقام القياسية) | إميلي سيسون (الولايات المتحدة الأمريكية) | 2:18:29      |
| أوقيانوسيا (الأرقام القياسية)                                    | سينيد ديفر (أستراليا)                    | 2:21:34      |
| أمريكا الجنوبية (الأرقام القياسية)                               | فلورنسيا بوريلي (الأرجنتين)              | 2:24:18      |

## التأهيل
بالنسبة لسباق الماراثون للسيدات، كانت فترة التأهيل بين 1 يوليو 2023 و30 يونيو 2024. تمكن 95 رياضية من التأهل للحدث، بحد أقصى ثلاثة رياضيين لكل دولة، من خلال الركض وفقًا لمعيار الدخول 2:26.50 ثانية أو أسرع أو حسب تصنيف ألعاب القوى العالمي لهذا الحدث.

## النتائج
أقيم الحدث في 11 أغسطس 2024 بدءًا من الساعة 08:00 (UTC+2) صباحًا بمشاركة 91 رياضية. احتلت سيفان حسن المركز الأول في رقم قياسي أولمبي بلغ 2:22:55.
| المركز | الرياضية                     | البلد            | الوقت   | التأخير  | ملاحظات |
| ------ | ---------------------------- | ---------------- | ------- | -------- | ------- |
| الأول  | سيفان حسن                    | هولندا           | 2:22:55 | –        | OR      |
| الثاني | تيغيست أسيفا                 | إثيوبيا          | 2:22:58 | +0:03    |         |
| الثالث | هيلين أوبيري                 | كينيا            | 2:23:10 | +0:15    | PB      |
| 4      | شارون لوكيدي                 | كينيا            | 2:23:14 | +0:19    | PB      |
| 5      | أماني بيريسو شانكول          | إثيوبيا          | 2:23:57 | +1:02    |         |
| 6      | يوكا سوزوكي                  | اليابان          | 2:24:02 | +1:07    | PB      |
| 7      | ديلفين ريلين ميرينغور        | رومانيا          | 2:24:56 | +2:01    | SB      |
| 8      | ستيلا تشيسانغ                | أوغندا           | 2:26:01 | +3:06    |         |
| 9      | لوناه شيماتي سالبيتر         | إسرائيل          | 2:26:08 | +3:13    | SB      |
| 10     | يونيس تشيبيتشي تشومبا        | البحرين          | 2:26:10 | +3:15    |         |
| 11     | فاطمة الزهراء كردادي         | المغرب           | 2:26:30 | +3:35    |         |
| 12     | داكوتا ليندوورم              | الولايات المتحدة | 2:26:44 | +3:49    |         |
| 13     | جيسيكا ستينسون               | أستراليا         | 2:26:45 | +3:50    |         |
| 14     | ساردانا تروفيموفا            | قيرغيزستان       | 2:26:47 | +3:52    | NR      |
| 15     | بيريز جيبتشيرجير             | كينيا            | 2:26:51 | +3:56    |         |
| 16     | فابيان شلومبف                | سويسرا           | 2:28:10 | +5:15    | SB      |
| 17     | ماجدة معيوف                  | إسبانيا          | 2:28:35 | +5:40    | SB      |
| 18     | ثاليا فالديفيا               | بيرو             | 2:29:01 | +6:06    |         |
| 19     | هان فيربروجن                 | بلجيكا           | 2:29:03 | +6:08    | SB      |
| 20     | ميكديس ولدو                  | فرنسا            | 2:29:20 | +6:25    | SB      |
| 21     | فلورنسيا بوريللي             | الأرجنتين        | 2:29:29 | +6:34    |         |
| 22     | هيلين بيكيلي                 | سويسرا           | 2:29:43 | +6:48    |         |
| 23     | إميلي سيسون                  | الولايات المتحدة | 2:29:53 | +6:58    |         |
| 24     | جينيفيف غريغسون              | أستراليا         | 2:29:56 | +7:01    | SB      |
| 25     | مريتكسل سولير                | إسبانيا          | 2:29:56 | +7:01    |         |
| 26     | تيريزا هروشوفا               | جمهورية التشيك   | 2:30:00 | +7:05    |         |
| 27     | سيتلالي كريستيان             | المكسيك          | 2:30:03 | +7:08    | SB      |
| 28     | فيونوالا ماكورماك            | جزيرة أيرلندا    | 2:30:12 | +7:17    | SB      |
| 29     | دومينيكا ماير                | ألمانيا          | 2:30:14 | +7:19    |         |
| 30     | صوفيا ياريمشوك               | إيطاليا          | 2:30:20 | +7:25    | SB      |
| 31     | موكولوبيتي بلاندينا ماكاتيسي | ليسوتو           | 2:30:20 | +7:25    | PB      |
| 32     | شيان أولدكنو                 | جنوب إفريقيا     | 2:30:29 | +7:34    |         |
| 33     | زانا مامازانوفا              | كازاخستان        | 2:30:51 | +7:56    |         |
| 34     | تيغيست غاشو                  | البحرين          | 2:30:53 | +7:58    |         |
| 35     | ماليندي إلمور                | كندا             | 2:31:08 | +8:13    | SB      |
| 36     | ألكساندرا ليسوفسكا           | بولندا           | 2:31:10 | +8:15    | SB      |
| 37     | إيرفيت فان زيل               | جنوب إفريقيا     | 2:31:14 | +8:19    | SB      |
| 38     | لورا هوتنرت                  | ألمانيا          | 2:31:19 | +8:24    | SB      |
| 39     | كوثر فركوسي                  | المغرب           | 2:31:34 | +8:39    |         |
| 40     | ماجدالينا شاوري              | تنزانيا          | 2:31:58 | +9:03    | SB      |
| 41     | ديانا أوكامبو                | الأرجنتين        | 2:32:02 | +9:07    |         |
| 42     | إستر نافاريتي                | إسبانيا          | 2:32:07 | +9:12    |         |
| 43     | روز تشيلمو                   | البحرين          | 2:32:08 | +9:13    |         |
| 44     | ريبيكا تشيبتيجي              | أوغندا           | 2:32:14 | +9:19    | SB      |
| 45     | جيردا ستاين                  | جنوب إفريقيا     | 2:32:51 | +9:56    | SB      |
| 46     | كلارا إيفانز                 | بريطانيا العظمى  | 2:33:01 | +10:06   | SB      |
| 47     | جالبادراخين خيشيغسايخان      | منغوليا          | 2:33:26 | +10:31   |         |
| 48     | مونخزايا بايارتسوجت          | منغوليا          | 2:33:27 | +10:32   |         |
| 49     | ماور تيوري                   | إسرائيل          | 2:33:37 | +10:42   |         |
| 50     | آن لويتن                     | هولندا           | 2:33:42 | +10:47   |         |
| 51     | ماو إيتشياما                 | اليابان          | 2:34:13 | +11:18   | SB      |
| 52     | كارولينا فيكستروم            | السويد           | 2:34:20 | +11:25   |         |
| 53     | ماري زنيدا غرانخا            | الإكوادور        | 2:34:34 | +11:39   |         |
| 54     | ماري بيرير                   | موريشيوس         | 2:34:56 | +12:01   | SB      |
| 55     | يوليا ماير                   | النمسا           | 2:35:14 | +12:19   |         |
| 56     | غلاديس تيخيدا                | بيرو             | 2:35:36 | +12:41   | SB      |
| 57     | سوزانا سانتوس                | البرتغال         | 2:35:57 | +13:02   | SB      |
| 58     | دولشي تيسفو                  | إرتريا           | 2:36:30 | +13:35   | SB      |
| 59     | تشانغ ديشون                  | الصين            | 2:36:47 | +13:52   |         |
| 60     | كاميل فرينش                  | نيوزيلندا        | 2:37:21 | +14:26   |         |
| 61     | سيلفيا أورتيز                | الإكوادور        | 2:37:23 | +14:28   | SB      |
| 62     | لوز ميري روخاس               | بيرو             | 2:37:24 | +14:29   |         |
| 63     | مارغريتا هيرنانديز           | المكسيك          | 2:37:24 | +14:29   | SB      |
| 64     | أنجيليكا ماخ                 | بولندا           | 2:37:56 | +15:01   | SB      |
| 65     | كاميلا ريتشاردسون            | فنلندا           | 2:38:02 | +15:07   | SB      |
| 66     | مويرا ستيفارتوفا             | جمهورية التشيك   | 2:38:07 | +15:12   | SB      |
| 67     | جيوفانا إيبس                 | إيطاليا          | 2:38:26 | +15:31   |         |
| 68     | هيلاليا يوهانس               | ناميبيا          | 2:38:36 | +15:41   |         |
| 69     | ميرسيلين تشيلانغات           | أوغندا           | 2:39:40 | +16:45   | SB      |
| 70     | ميلين رولين                  | فرنسا            | 2:40:17 | +17:22   |         |
| 71     | بويانا بيلجاك                | كرواتيا          | 2:41:13 | +18:18   | SB      |
| 72     | شيا يويو                     | الصين            | 2:42:10 | +19:15   |         |
| 73     | روزا تشاتشا                  | الإكوادور        | 2:42:14 | +19:19   |         |
| 74     | ميلودي جوليان                | فرنسا            | 2:42:32 | +19:37   | SB      |
| 75     | أنجي أورجويلا                | كولومبيا         | 2:42:57 | +20:02   | SB      |
| 76     | باي لي                       | الصين            | 2:44:44 | +21:49   |         |
| 77     | كليمنتين موكاندانغا          | رواندا           | 2:45:40 | +22:45   | SB      |
| 78     | روز هارفي                    | بريطانيا العظمى  | 2:51:03 | +28:08   | SB      |
| 79     | سانتوشي شريستا               | نيبال            | 2:55:06 | +32:11   | PB      |
| 80     | كينزانغ لامو                 | بوتان            | 3:52:59 | +1:30:04 |         |
| —      | ميتا بارلوف كوشترو           | كرواتيا          | –       | 35 km    | DNF     |
| —      | رحمة طاهيري                  | المغرب           | –       | 35 km    | DNF     |
| —      | أليمو ميجيرتو                | إثيوبيا          | –       | 25 km    | DNF     |
| —      | كلو هربيت                    | بلجيكا           | –       | 25 km    | DNF     |
| —      | كالى ثاكيري                  | بريطانيا العظمى  | –       | 25 km    | DNF     |
| —      | روتيندو جوان نياهورا         | زيمبابوي         | –       | Half     | DNF     |
| —      | ميلات يزاك كيجيتا            | ألمانيا          | –       | 15 km    | DNF     |
| —      | جاكلين ساكيلو                | تنزانيا          | –       | 15 km    | DNF     |
| —      | جوان كيليمو ميلي             | رومانيا          | –       | 10 km    | DNF     |
| —      | سينيد ديفر                   | أستراليا         | –       | Start    | DNF     |
| —      | فيونا أوكيفي                 | الولايات المتحدة | –       | Start    | DNF     |